# Ned Kelly

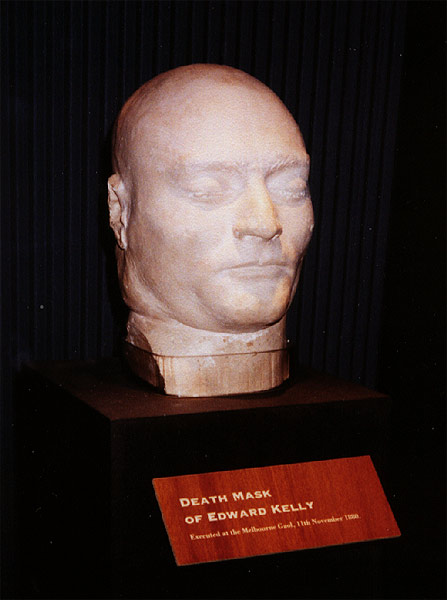
A máscara mortuária de Ned Kelly, em Melbourne

Edward "Ned" Kelly (Beveridge, junho de 1854 ou junho de 1855 — Melbourne, 11 de novembro de 1880) foi um "fora-da-lei" australiano que ficou mistificado por ter desafiado as autoridades da Austrália colonial.

## Biografia
Na Austrália do século XIX, a polícia da colônia de Victoria já sabia quem procurar quando precisava de um culpado para qualquer delito: irlandeses ou descendentes, pobres e sem instrução, nascidos na zona rural. Se a suspeita não se confirmava, o sangue quente dos buliçosos irlandeses, inimigos figadais dos ingleses, que mandavam no governo, se encarregava de torná-la realidade.
Edward "Ned" Kelly era fruto desse meio. Nasceu em Beveridge, um covil que abrigava ladrões como seu pai degredado da Irlanda por roubar dois porcos, avô e tios. Acabou por se tornar o maior deles. A Austrália, surgida como uma gigantesca colônia penal, até hoje louva a saga de seu mais famoso fora-da-lei. Ned Kelly virou uma lenda que deu origem a pelo menos seis filmes - o mais famoso, de 1970, tinha o roqueiro Mick Jagger no papel principal - e dezenas de livros, como o recente e premiado A História do Bando de Ned Kelly, de Peter Carey, e Ned Kelly de 2003, filme com o ator Heath Ledger no papel principal.

## Primeiros delitos
Nos anos de 1870 e 1871, Ned foi preso por assalto e roubo, repetindo a sina de todos os seus irmãos. Tudo indica que ele fosse inocente: mais uma vítima da implicância policial. Segundo a carta de Jerilderie, documento de 1879 em que o bandoleiro narra sua versão dos fatos, os primeiros crimes foram cometidos só depois, quando a perseguição não permitia que sua família vivesse em paz. Ned começou roubando cavalos e só ficaria mais ousado a partir de 1878, após a supostamente injusta prisão de sua mãe.

## Perseguição
Num dos confrontos com a lei, ele matou três policiais numa fuga e a recompensa pela sua captura, que era de 100 libras, quintuplicou, com mais estes assassinatos. Nos anos seguintes, o valor atingiu 8000 libras.
Mas Ned não se intimidou e respondeu na mesma moeda: passou a oferecer prêmios pelas cabeças dos chefes da polícia local. Ele e seus amigos realizaram assaltos espetaculares aos bancos em Euroa (1878) e Jerilderie (1879).

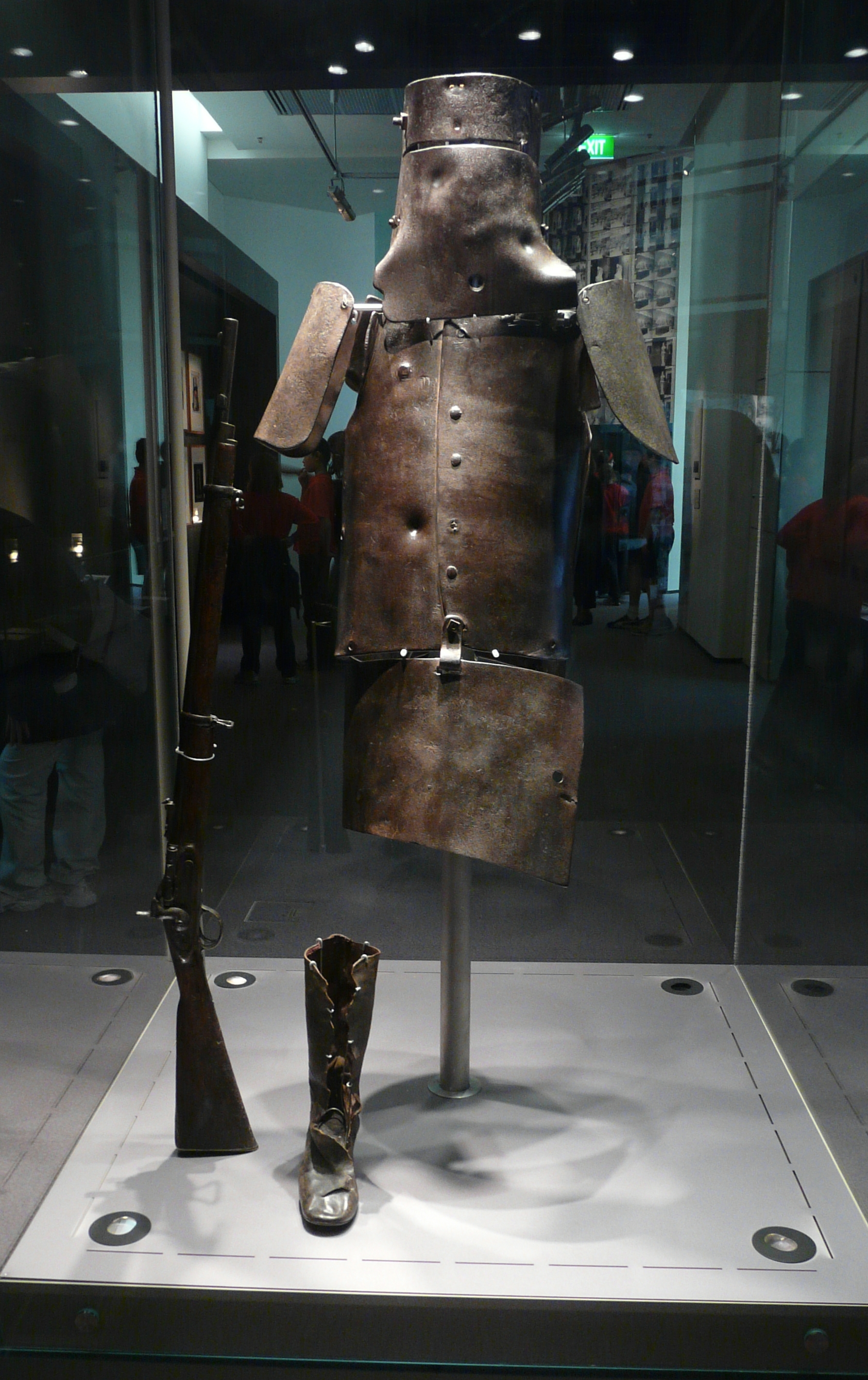
Armadura de Ned Kelly em exposição na Biblioteca Estadual de Victoria em Melbourne, Austrália.

## Prisão e execução
O último confronto do bando com seus perseguidores aconteceu em Glenrowan, em 28 de junho de 1880. Entrincheirados em um hotel, Ned, seu irmão Dan, Joe Byrne e Steve Hart improvisaram armaduras de ferro que lhes cobriam o peito e a cabeça. O tiroteio durou 12 horas e só acabou com a morte de todos os membros do bando, menos um: Ned Kelly, preso depois de levar 28 tiros nas pernas e enfrentar sozinho cerca de 50 agentes da polícia.
Ned foi enforcado em Melbourne em 11 de novembro daquele ano, apesar dos apelos de sua mãe e das 32.000 assinaturas contrárias à sua execução. Após o enforcamento, cortaram-lhe a cabeça e enterraram seu corpo no pátio da prisão. Até 2008, ninguém sabia do paradeiro de seus restos mortais, até que um grupo de arqueólogos o encontrou junto com outros 32 prisioneiros mortos por enforcamento. Em agosto de 2011, especialistas identificaram a ossada do criminoso, faltando apenas o crânio, visto pela última vez em 1929 na mesa de um investigador.

## Representação na mídia
Em 2003 Kelly foi interpretado por Heath Ledger no filme Ned Kelly, um drama biográfico dirigido por Gregor Jordan.